# Cirrolygris
Cirrolygris är ett släkte av fjärilar. Cirrolygris ingår i familjen mätare.
Kladogram enligt Catalogue of Life:
| Cirrolygris | \| \| Cirrolygris cecilia \| \| \| \| \| \| Cirrolygris momaria \| \| \| \| |
|             | \| \| Cirrolygris cecilia \| \| \| \| \| \| Cirrolygris momaria \| \| \| \| |
|             | Cirrolygris cecilia                                                         |
|             |                                                                             |
|             | Cirrolygris momaria                                                         |
|             |                                                                             |